# Седам мудраца
Седам мудраца (грчки: οἱ ἑπτά σοφοί) је заједнички назив за најстарије представнике грчке етичке филозофије који су своје мисли изрицали у облику сажетих изрека. Живели су отприлике између 620. и 550. године п. н. е.
Међу седам мудраца се обично убрајају: 
- Солон из Атине („Ни у чему не претјеруј”; „Ако си научио слушати, знаћеш и заповедати")
- Талес из Милета („Спознај себе”; „Радије нек ти завиде него да те сажаљевају")
- Хилон из Спарте („Покоравај се законима”; „Мртвога сматрај сретним")
- Питак са Лезбоса („Уочи прави час”; „Ни богови се не боре против онога што мора бити")
- Бијас из Пријене („Већина људи је зла”; „Почетак открива човека")
- Клеобул из Линдoca („Најбоље је држати меру”; „Радо слушај и не говори много!")
- Перијандар из Коринта („Занос може све”; „Ужици су пролазни, часно име је бесмртно")